# Findhorn (rzeka)
Findhorn (ang. River Findhorn, gael. Uisge Eireann) – dziewiąta pod względem długości rzeka w Szkocji, ma długość 101 km. Bierze początek w północno-wschodniej części kraju i uchodzi do Moray Firth.

## Dopływy
Dopływy, wymienione od południa na północ:
- Abhainn Cro-chlach
- River Eskin
- Elrick Burn
- Funtack Burn
- Rhilean Burn
- Leonach Burn
- Tomlach Burn
- Red Burn
- Derback Burn
- Muckle Burn